# R.A.G.E.
R.A.G.E. est une revue musicale française bimestrielle publiée de 1993 à 1999. Le magazine était spécialisé dans les genres heavy metal, grunge, hardcore, fusion, punk…
R.A.G.E. était l'acronyme de « Revue Assourdissante de la Génération Électrique ».
Ses premières couvertures ont été consacrées aux groupes Faith No More, Pearl Jam, Rage Against The Machine, Nirvana, Soundgarden, Henry Rollins, Suicidal Tendencies et Therapy?.
Le magazine est une publication des Éditions du bruit (EDB), qui diffusait également R.E.R. et Guitar & Bass.
Il disparaît en 1999 « face au poids grandissant de la pub ».

## Équipe de rédaction
L'équipe était composée, entre autres, d'anciens de New Wave, Rock & Folk et Best. Le journaliste Stéphane Hervé est rédacteur en chef, le photographe Arnaud Mabilais est directeur artistique de 1994 à 1999.